# 懷俄明翼龍
懷俄明翼龍（學名："Wyomingopteryx"）意為「懷俄明州的手指」，是翼龍目的一個無資格名稱，沒有被正式敘述過。懷俄明翼龍只有出現在羅伯特·巴克（Robert Bakker）於1994年的一個莫里遜組研究。懷俄明翼龍的化石發現於美國懷俄明州的莫里遜組，年代為侏儸紀晚期，屬於翼手龍亞目。

## 外部連結
- "Wyomingopteryx" in The Pterosaur Database.
- First reference to Gastonia （页面存档备份，存于）, a Dinosaur Mailing List post describing the painting and publication